# 周済
周済（しゅう さい、1946年8月26日 - ）は中華人民共和国の機械工学者、政治家。現職は、中国工程院院長。上海市出身。2013年からは、全米技術アカデミーの客員研究員。

## 経歴
- 1970年：清華大学精密機器系機械製造学科卒業
- 1978年：華中工学院（現在、華中科技大学）機械学部入学
- 1980年：アメリカニューヨーク州立大学バッファロー校留学
- 1984年：華中理工大学機械工程学部工勤務、華中理工大学機械学院院長
- 1995年：華中理工大学副校長。
- 1997年：華中理工大学校長，華中軟件公司董事長兼務
- 1999年：中国工程院院士
- 2000年：湖北省科技庁庁長、在任中、華中理工大学は同済医科大学と武漢城市建設学院とを合併し華中科技大学となる
- 2001年：華中科技大学校長、湖北省武漢市副市長、代市長
- 2002年：武漢市市長，中華人民共和国教育部副部長、党組副書記
- 2003年：中華人民共和国教育部部長
- 2008年：教育部部長再任
- 2009年10月31日：教育部部長職を退任
- 2009年11月1日：中国工程院党組副書記。
- 2010年6月11日：中国工程院院長。

## 人物
- 周済は、徐匡迪に次ぎ中国国内で二人目の“院士”の資格を持つ学者市長である。